# Гамза Антін Васильович
Анті́н Васи́льович Гамза́ (17 січня 1885, с. Крюків Кременчуцького повіту Полтавської губернії — ?) — полковник Армії УНР.

## Життєпис
Брав участь у Першій світовій війні. Його останнє звання у російській армії — штабс-капітан.
З червня 1920 року — командир кінної сотні 8-ї стрілецької бригади 3-ї Залізної стрілецької дивізії Армії УНР.
7 жовтня 1920 поранений в бою за Олевськ.
З 23 листопада 1920 — командир 3-го кінного полку 3-ї Залізної стрілецької дивізії Армії УНР. Щодо подальшої долі даних нема.